# Instituto Nacional de Hidrocarburos
El Instituto Nacional de Hidrocarburos (INH) fue una entidad de derecho público española, dependiente del Ministerio de Industria y Energía. Estuvo ligada a los sectores petroquímico y gasístico, haciéndose cargo de las actividades desarrolladas antiguamente por las empresas del Instituto Nacional de Industria. No obstante, desde finales de la década de 1980 se produjo una privatización del sector energético y el INH sería suprimido en 1995.

## Historia

### Orígenes y creación
La entidad fue creada a través de la Ley 45/1981, de 28 de diciembre, bajo dependencia del Ministerio de Industria y Energía, con el objeto de centralizar la gestión de la actividad pública en materia de hidrocarburos, labor que hasta el momento había desarrollado el Instituto Nacional de Industria (INI). Cabe señalar que el INH, si bien era una Entidad Pública, estaba sometido a normas de Derecho privado dado que su actividad era fundamentalmente empresarial. La creación del Instituto obedeció a una política del Gobierno de Leopoldo Calvo-Sotelo de reaccionar ante la denominada segunda crisis del petróleo, reorganizando la industria pesada española, en ese momento con una fuerte presencia estatal. De ese modo, el INH recibió de manos del INI la gestión de los asuntos relacionados con petróleo, petroquímica y gas. El INI transfirió a la nueva entidad sus participaciones y derechos en las empresas CAMPSA, ENPETROL, ENIEPSA, ENAGAS, PETROLIBER, Hispanoil y Butano.

### Reorganización del sector
A partir de 1985, bajo la presidencia de Óscar Fanjul, el INH impulsaría un proceso de concentración empresarial dentro del sector público de hidrocarburos con el objetivo de racionalizar y modernizar su estructura de negocio de cara al previsto ingreso de España en la Comunidad Económica Europea (CEE). Las dos empresas dedicadas a la exploración petrolífera, ENIEPSA e Hispanoil, se fusionaron en 1985. Paralelamente, en la actividad de refinado también se llevó a cabo la fusión de PETROLIBER con ENPETROL. Dentro de la actividad petroquímica también se impulsó la fusión de las principales empresas filiales en las que participaba ENPETROL (Alcudia, Calatrava, Montoro y Paular), proceso del cual salió «Alcudia» como filial unificada y como la empresa petroquímica más importante de España.
En 1987 se creó el grupo Repsol, en el contexto que siguió al ingreso de España en la CEE. La nueva empresa se constituyó a partir de los activos que controlaba el INH de empresas como ENPETROL, Alcudia, Hispanoil o Butano. En 1989 el INH dio comienzo a la privatización de Repsol, desprendiéndose progresivamente el Estado de su participación en el grupo energético. El monopolio estatal sobre el petróleo llegó a su fin en enero de 1993, por lo que la empresa CAMPSA fue disuelta y sus activos comerciales repartidos entre las principales petroleras que entonces actuaban en suelo español. Por su parte, ENAGÁS fue privatizada en 1994. El Instituto Nacional de Hidrocarburos sería suprimido el 16 de junio de 1995, a través Real Decreto-Ley 5/1995 de creación de determinadas entidades de derecho público, que supuso también la desaparición del INI y la creación de la Sociedad Estatal de Participaciones Industriales (SEPI).

## Presidentes del INH
| Nombre        | Inicio              | Final               | Notas                      |
| Claudio Boada | 22 de mayo de 1981  | 22 de enero de 1985 |                            |
| Óscar Fanjul  | 23 de enero de 1985 | 28 de julio de 1995 | Creación del Grupo Repsol. |